# Justin Václav Prášek

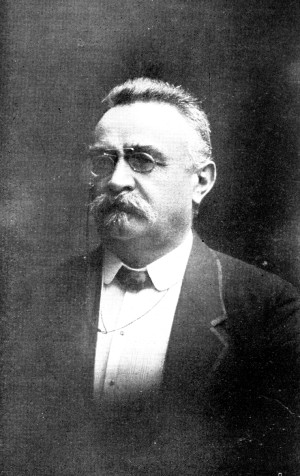
Justin Václav Prášek

Justin Václav Prášek (* 7. August 1853 in Brandýs nad Labem; † 24. Dezember 1924 ebenda) war ein tschechischer Lehrer, Historiker und Altorientalist. 

## Leben
Er studierte Geschichte an der Philosophischen Fakultät der Karls-Universität in Prag und schloss 1882 seine Doktorarbeit ab. Er arbeitete danach als Gymnasialprofessor in Pardubitz (Pardubice), Klattau (Klatovy) und Kolin (Kolín), später in Prag. 1906 trat er in den Ruhestand. 1893, 1894 und 1896 arbeitete er in Bibliotheken in München und Berlin, sein Versuch, sich 1899 an der Universität Prag zu habilitieren, scheiterte.
Er widmete sich als einer der ersten tschechischen Historiker der Geschichte der Antike, insbesondere von Persien und dem Orient.

## Schriften (Auswahl)
- Forschungen zur Geschichte des Alterthums. Leipzig 1897–1900.
  - 1: Kambyses und die Überlieferung des Alterthums. 1897
  - 2: Kadytis - Sethos - Ušû. 1898.
  - 3: Zur Chronologie des Kyros. 1900
- Geschichte der Meder und Perser bis zur makedonischen Eroberung. 2 Bände. Gotha 1906–1910. (Digitalisat)
- Kyros der Grosse. Leipzig 1912.
- Kambyses. Leipzig 1913.
- Dareios I. Leipzig 1914.